# Ricardo Barrios Arrechea
Ricardo Alfredo Barrios Arrechea, alias Cacho, (Posadas, 3 de julio de 1934) es un médico y político argentino, perteneciente a la Unión Cívica Radical (UCR). 
Ejerció durante veinte años la medicina, como Jefe de Cirugías General del Hospital Madariaga y médico del Sanatorio Nosiglia. 
Ocupó el cargo de Gobernador de la Provincia de Misiones desde el 10 de diciembre de 1983 hasta el 17 de septiembre de 1987, cargo al cual renunció para ocupar la campaña titularidad del Ministerio de Salud y Bienestar Social de la Nación, durante la presidencia de Raúl Alfonsín.

## Biografía
Nació el 3 de julio de 1934 en la ciudad de Posadas, siendo hijo de Arturo Barrios y Cecilia Arrechea. Tras realizar sus estudios primarios en su ciudad natal, la secundaria en la provincia de Santa Fe en el colegio de Jesuitas y en la ciudad de Buenos Aires. Se recibió de médico en la Universidad de Buenos Aires (UBA) En 1971 se adhirió al movimiento de Raúl Alfonsín: Movimiento de Renovación y Cambio de la URC, y sería Vicepresidente del partido. Fue elegido gobernador en octubre de 1983. 
Durante su gobernación, la estrategia de Barrios Arrechea se basó en cuatro sectores de la economía: turismo, producción forestal, producción agraria y energía. 
En materia de energía la provincia con déficit importante debiendo importar energía del Paraguay. La represa Uruguaí tuvo una demora en la entrega, Misiones siguió pagando el usufructo porque había presentado un sobrecosto. La represa fue muy criticada por los sobreprecios y su impacto ambiental sobre 80 mil familias afectadas. La construcción fue adjudicada a la empresa Sideco americana, del Grupo Macri, denunciándose maniobras fraudulentas y el cobro indebido de reembolsos impositivos. Situación que se repetiría con el mismo grupo en la Represa Yacireta (La represa fue concluida durante el siguiente gobierno). 

Debió afrontar una fuerte crisis provincial, impulsó las leyes solicitadas por el Gobierno nacional, que aplicaban reformas económicas que incluían el recorte de salarios públicos, la transferencia a la Nación de la Caja de Jubilaciones. A pesar de las medidas, los fondos del Gobierno nacional no llegaron.
La Educación a distancia, vía televisión y radio, fue el primer programa en el país de educación secundaria.  
Durante su gobernación propuso para integrar el Superior Tribunal de la provincia al presidente de la Cámara de Representantes, el diputado de su partido, el radical Carlos Acosta. Al final de su gobierno, se completó el Tribunal de Justicia. Es la primera designación política.
Barrios Arrechea, intervino la corte provincial aumentando el número de los integrantes de la Corte de tres a cinco miembros. El 17 de julio de 1987 ingresan los abogados Augusto Manuel Márquez Palacios y Julio Máximo Silveira Márquez, ligados todos al radicalismo. Fue presidente de la UCR en varias ocasiones.
Convocado por el presidente de la Nación Raúl Alfonsín, renunció tres meses antes de finalizar su mandato, para ocupar el Ministerio de Salud y Bienestar Social el 17 de septiembre de 1987. Tras varios años definió dicha decisión como “un error catastrófico para mí del que me arrepentí toda la vida. No llegué al sentimiento de la gente, no me puse en su lugar, y lo pagué muy caro”.
Misiones quedaría a cargo de su vicegobernador, Luis María Cassoni. Fue el último gobernador radical de la provincia, tras el hundimiento electoral del partido tras los graves problemas económicos del gobierno radical nacional y el estallido de un proceso hiperinflacionario a partir de febrero de 1989 superior al 3000% anual, y la pobreza con un récord histórico hasta entonces: 47,3%. En noviembre de 1986 decretó suspender el pago de aguinaldo a todos los trabajadores provinciales, enfrentado a los jefes municipales por el retraso de los impuestos cooparticipables fue perdiendo el apoyo político. Para febrero de 1987 la provincia se hallaba en bancarrota, los docentes no cobraban sus sueldos desde hacía 7 meses, médicos y enfermeras esperaban con 10 meses de retraso el pago de salarios, en una maniobra política decidió retener los fondos municipales de los municipios peronistas depositados en el Banco provincial y girarlos a los dos municipios gobernados por el radicalismo para financiar la campaña de 1989. A su vez las reserva provinciales bajaron de 2176 millones de dólares en 1985 a 230 mil dólares en agosto de 1988.
Presidió la Fundación Plácido Nosiglia durante más de veinte años, tuvo como objetivo la capacitación política de concejales de su partido, tanto como la capacitación de propietarios de aserraderos, organizando numerosos viajes.
Durante la década de 1990 fue Diputado Nacional por Misiones. Fue autor del Proyecto de Ley del Derecho Real de Superficie.[cita requerida]
En paralelo, durante su vida, ha sido productor yerbatero.[cita requerida] Desde el 2001 fabricante de muebles de madera con su hijo Ignacio Barrios Arrechea.
En 2015 causó controversia en plena campaña electoral por dichos de tinte misógino y por la forma de referirse a sus votantes mujeres cuando indicó que su candidato "Tiene pinta y el voto bombacha está asegurado”, tras lo cual la diputada María Losada presentó un proyecto de repudio y expresó que “es lamentable que un hombre de la política tenga esas expresiones hacia las mujeres”, y advirtió que los dichos derivan de una lógica “que inhabilita a la mujer. Configura un acto de extrema violencia”. El proyecto de repudio fue aprobado con el voto de la mayoría, excepto de los cuatro representantes de la UCR.Respecto al final del gobierno de Fernando de la Rúa, donde fue designado al frente de la  Política Foresto-industrial, Barrios Arrechea afirmó que “las muertes provocadas durante la manifestación Plaza de Mayo fueron hechos provocados, no ocurrieron por casualidad estos 17 muertos. Había orden de no disparar un solo tiro